# Thomas Stabenow

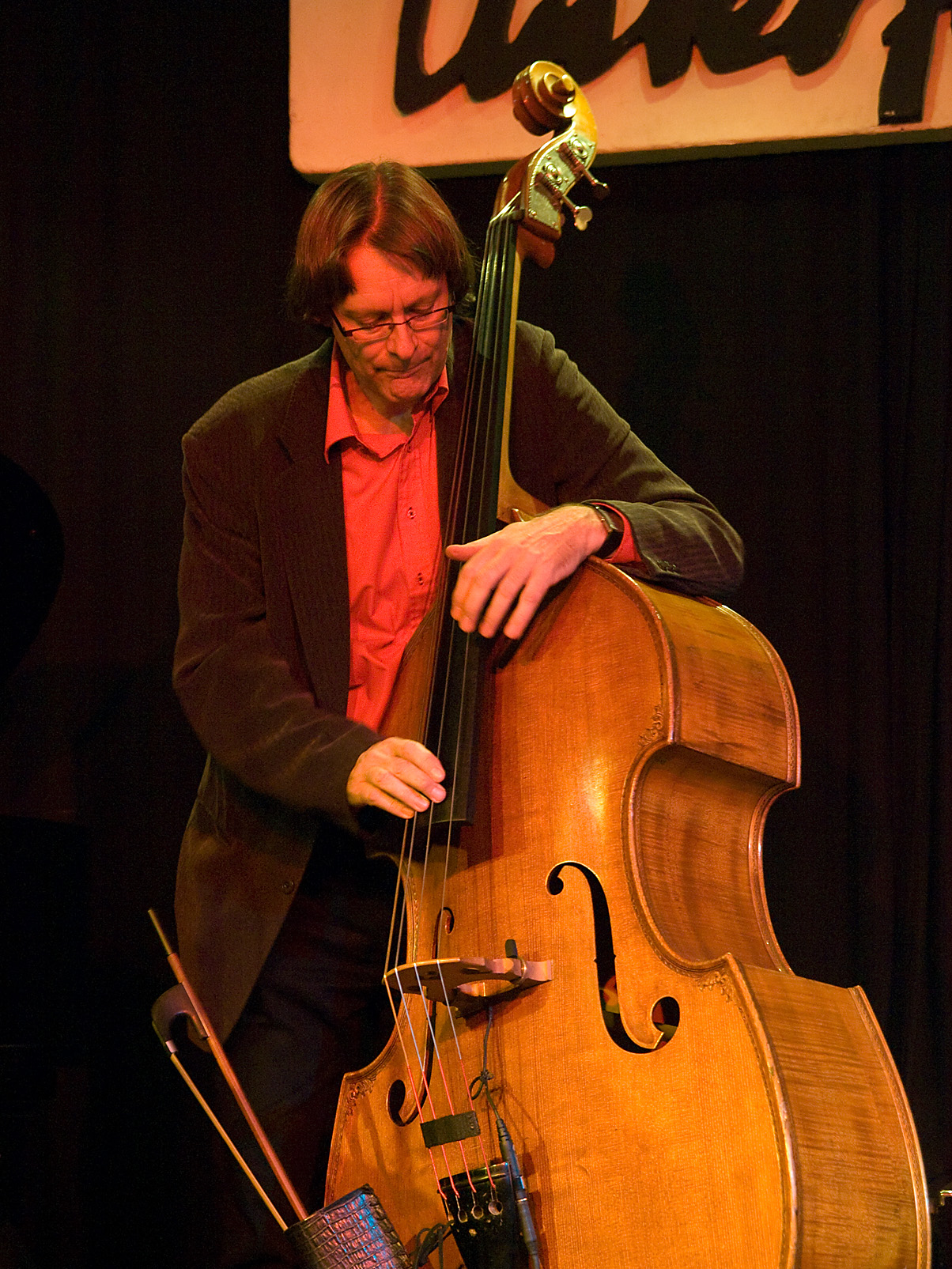
Thomas Stabenow im Jazzclub Unterfahrt (München 2008)

Thomas Stabenow (* 11. September 1952 in Kirchberg an der Jagst) ist ein deutscher Bassist des Modern Jazz.

## Leben und Wirken
Stabenow spielte zunächst Klavier und begann dann in Dixieland-Bands als Klarinettist. Mit 21 Jahren wechselte er zum Kontrabass und studierte Musikpädagogik an der Hochschule für Musik in Stuttgart. Er spielte zunächst mit dem „Ulmer Jazzquintett“, der „Crew“ von Frédéric Rabold sowie Formationen um Lauren Newton, Johannes Faber oder Bernd Rabe. Er war an Bernd Konrads Ausnahmealbum „Traumtänzer“ (1980) mit Hans Koller beteiligt, nahm aber auch mit Joe Haider, Klaus Weiss oder Joe Kienemann auf. In den 1980ern gründete er eine eigene Gruppe, in der Kenny Wheeler, Roman Schwaller, Christof Lauer, Andy Scherrer, Lee Konitz, Mel Lewis oder Makaya Ntshoko spielten. Außerdem arbeitete er für Erwin Lehn und im Studiobereich, ab 1986 dann für Peter Herbolzheimers „Rhythm Combination & Brass“. Dort kam es zu Konzerten und Aufnahmen mit Stan Getz, Eartha Kitt, Chaka Khan, Al Jarreau, Charlie Mariano, David Friedman und Dianne Reeves. 1988 war er einer der Gründer des „Munich Jazz Orchestra“. Er nahm weiterhin mit Frank Foster, Bill Ramsey, Ludwig Nuss, Florian Poser, Larry Porter, Jürgen Seefelder, Jörg Widmoser, Róbert Lakatos, Johannes Enders sowie mit Bernd Konrads Projekt „Südpool“ auf. Mit dem Pianisten Volker Engelberth tritt er in einer Duo-Formation auf.
Seit 1984 wirkte Stabenow als Dozent an der Stuttgarter Musikhochschule, bevor er von 1996 bis 2018 als Professor an der Hochschule für Musik und Darstellende Kunst Mannheim unterrichtete. Schüler sind Florian Dohrmann, Judith Goldbach, Karoline Höfler, Arne Huber und andere.
1988 hat er das „1st German Real Book“ veröffentlicht. Seit 1987 produziert er auf dem eigenen Label „Bassic Sound“ seine Projekte, aber auch Aufnahmen mit Benny Bailey, Rachel Gould, Thomas Faist, der NDR Bigband u. a.

## Preise und Auszeichnungen
1986 wurde Stabenow der Jazzpreis Baden-Württemberg verliehen. In der Laudatio hieß es: „Bei großer Vielseitigkeit ist er stilistisch dem swingenden Hauptstrom des Jazz verbunden. Als Bandleader bildet er in seiner dienenden unspektakulären Art einen lebendigen Mittelpunkt für viele Musiker in Süddeutschland.“ 1999 erhielt er den Förderpreis der Stadt München. 